# Gottfried Haber

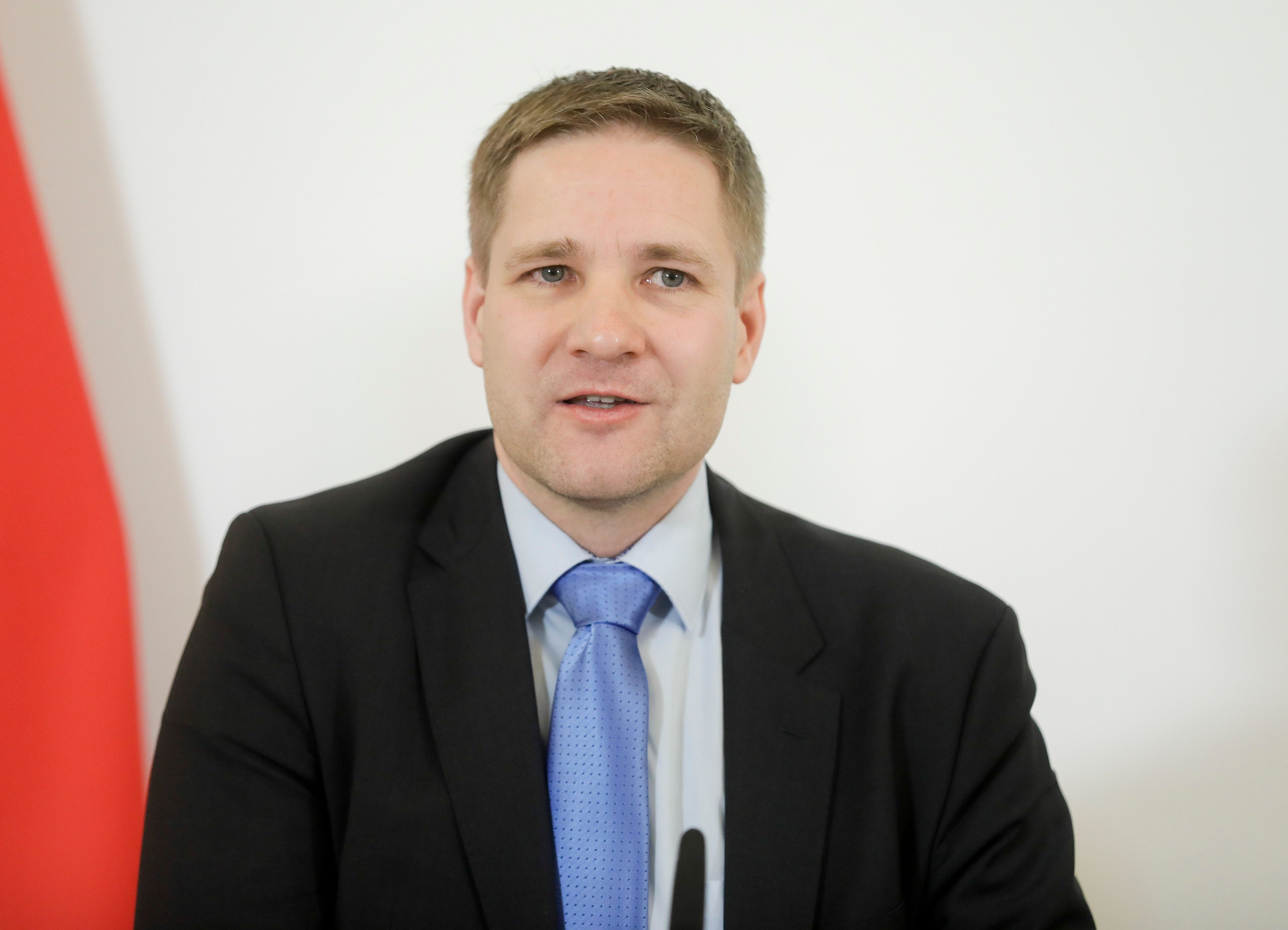
Gottfried Haber (2020)

Gottfried Haber (* 3. Dezember 1972 in Wien) ist ein österreichischer Ökonom (Universitätsprofessor an der Universität für Weiterbildung Krems) und Vize-Gouverneur der Oesterreichischen Nationalbank.

## Leben
Haber studierte Volks- und Betriebswirtschaft an der Wirtschaftsuniversität Wien. Er promovierte im Juni 2000 zum Doktor der Sozial- und Wirtschaftswissenschaften „summa cum laude“.
In den Jahren 1997 bis 2006 war Haber Universitätsassistent am Institut für Wirtschaftswissenschaften an der Universität Klagenfurt und wurde dort 2007 außerordentlicher Universitätsprofessor für Volkswirtschaftslehre.
Er war zwischen 2002 und 2004 u. a. als Lektor am Institut für Kreditwirtschaft der Wirtschaftsuniversität Wien tätig, von 2002 bis 2004 auch Forscher am Ludwig Boltzmann Institut zur Analyse wirtschaftspolitischer Aktivitäten. Haber unterrichtete u. a. auch Universitätslehrgänge in den Bereichen Export-Oriented Management, Financial Leadership, Public Management und Finanzdienstleistungen. Seit 2012 ist er Universitätsprofessor an der Universität für Weiterbildung Krems für die Bereiche „Wirtschaft und Gesundheit“ (als Departmenteiter) sowie „Wirtschafts-, Budget- und Finanzpolitik“. Bis 2019 war er Vizedekan der Fakultät für Gesundheit und Medizin.
2004–2013 war er Präsident des METIS Instituts für ökonomische und politische Forschung, 2008–2014 Mitglied im Aufsichtsrat der Entwicklungsagentur Kärnten GmbH (EAK) und 2008–2013 stellvertretender Aufsichtsratsvorsitzender der Kärntner Tourismusholding. Er war Initiator und Präsident, danach Ehrenpräsident, des Forum Velden und war von 2009 bis 2015 Vorsitzender des Wirtschaftspolitischen Beirates des Landes Kärnten. Von 2012 bis 2016 war Haber stellvertretender Aufsichtsratsvorsitzender und Vorsitzender des Prüfungsausschusses der Kärntner Krankenanstaltenbetriebsgesellschaft (KABEG). Von 2016 bis 2017 war er Mitglied des Aufsichtsrates der EBG MedAustron GmbH.
Im Sommer 2014 wurde er für den Posten des von der ÖVP zu stellenden österreichischen Finanzministers genannt.
2013 bis Juli 2019 war Haber Mitglied des Generalrates der Oesterreichischen Nationalbank und 2013 bis 2018 Vizepräsident des Fiskalrates. 2015 bis 2019 war Haber als unabhängiger Finanzexperte Mitglied des Aufsichtsrates der Hypo NOE Landesbank (bzw. vor der entsprechenden Fusion auch der Hypo NOE Gruppe Bank) und von 2017 bis 2019 Mitglied des Aufsichtsrates der Bundesrechenzentrum GmbH (BRZ). Seit 2018 ist Haber Mitglied des Vorstandes bzw. des Aufsichtsrates der Caritas Wien. Seit 2019 ist Haber Mitglied des Aufsichtsrates der FMA (Finanzmarktaufsicht) und der BLM Liegenschaftsverwaltung GmbH sowie Alternate Governor im Gouverneursrat des Internationalen Währungsfonds (IWF).
Im Ökonomenranking 2016 von FAZ, NZZ und Presse wurde Haber auf Platz 5 für Österreich gelistet.
Von Oktober 2018 bis Februar 2020 war Haber Präsident des Fiskalrates. Im Juni 2020 wurde Martin Kocher zu seinem Nachfolger als Präsident des Fiskalrats bestellt.
Seit Juli 2019 ist er Vize-Gouverneur der Oesterreichischen Nationalbank. Im Gegenzug wollte er seine Aufgabe als Vorsitzender des Fiskalrats mit Ende der Funktionsperiode im Oktober 2019 beenden, tatsächlich trat er im Februar 2020 zurück.
2025 wurde er Aufsichtsratsvorsitzender in der Erste Group Bank AG.

## Forschung und Lehre
Haber forscht und lehrt im volkswirtschaftlichen Bereich unter anderem in den Bereichen Wirtschaftspolitik, Regionalökonomie, Impactanalysen, Europäische Integration (Europäische Währungsunion), quantitative Methoden in der Volkswirtschaftslehre und angewandte Ökonometrie, sowie Gesundheitsökonomie. Bankwesen, Geld- und Finanzmärkte, Kreditwirtschaft, Bankcontrolling, Risk Management, Bankbewertung, Unternehmensführung und Operations Research sowie Management im Gesundheitswesen sind Schwerpunkte im betriebswirtschaftlichen Bereich.
In seinen Publikationen beschäftigt sich Haber schwerpunktmäßig mit der Modellierung, Schätzung, Simulation und optimalen Kontrolle ökonomischer Systeme, vorwiegend mit Hilfe ökonometrischer Modelle sowie anhand von Simulationsmodellen (Multi-Agenten-Simulation). Im Rahmen eines ökonomischen Multi-Agenten-Modells (AS1) zeigt Haber beispielsweise, dass aktives Lernen mit genetischen Algorithmen im Rahmen einer endogenen Erwartungsbildung unter unvollkommener Information trotz beschränkter Rationalität zu einer verbesserten Annäherung an die wirtschaftspolitische Zielfunktion führen kann, wobei die Komplexität der Erwartungsbildungsmechanismen von untergeordneter Bedeutung ist.
In der öffentlichen Diskussion ist Haber häufig mit Einschätzungen und Kommentaren zu aktuellen Fragen der Wirtschaftspolitik, Budgetpolitik, zu Finanzmärkten und zum Gesundheitsbereich vertreten.

## Herausgeber- und Mitgliedschaften
Gottfried Haber ist Mitglied des Editorial Boards von Empirica und Section Editor von Safety in Health. 
Des Weiteren ist er tätig im Triathlonverein Krems und in der Hochbegabtenvereinigung Mensa Österreich.

## Veröffentlichungen (Auswahl)
- Simulation und optimale Kontrolle der österreichischen Wirtschaft. Manz, 2002.
- Macroeconomic Policy Design in the European Monetary Union: A Numerical Game Approach (mit R. Neck und W. J. McKibbin). Empirica 26 (1999), S. 319–335.
- Optimal Monetary and Fiscal Policies for Slovenia under flexible and fixed exchange rates (mit K. Weyerstraß und R. Neck). Central European Journal of Operations Research and Economics 8 (3), 2000, S. 209–224.
- Simulation Analysis of Public Debt and Fiscal Deficit in Austria – Optimal Economic Policies for the Past and the Future. Empirica 28 (1), 2001, S. 69–95.
- Global Implications of Monetary and Fiscal Policy Rules in the EMU (mit R. Neck und W.J. McKibbin). Open Economies Review 13 (4), 2002, S. 363–379.
- Shall the New EU Member States Introduce the Euro? (with R. Neck) Some Macroeconomic Policy Effects. Atlantic Economic Journal 33 (2005), S. 139–149.
- Basel-II: International Competition Issues. Atlantic Economic Journal, Berlin, Heidelberg, New York: Springer Verlag GmbH, 35 (2007), 4, S. 383–389.
- Optimal Deterministic and Stochastic Macroeconomic Policies for Slovenia: An Application of the OPTCON Algorithm (mit R. Neck und K. Weyerstraß), Computational Economics 36 (1), 2010, S. 37–45.
- Economic Multi Agent Systems – Design, Implementation, and Application. METIS Institut für ökonomische und politische Forschung, 2. Auflage 2014.
- Sustainability of Local Government Debt: A Case Study of Austrian Municipalities (mit J. Bröthaler und M. Getzner), Empirica 42 (3), 2015, S. 521–546.

Haber ist Autor von über 100 wissenschaftlichen Publikationen sowie zahlreichen Beiträgen in Zeitschriften, Zeitungen und elektronischen Medien.